# Eric West
Eric West (New York, 18 mei 1982) is een Amerikaanse R&B-artiest, model, DJ en acteur. Hij is de neef van Smokey Robinson.
Onder de naam Eryk bracht hij nog voordat hij 15 jaar oud was in Azië de single End of the World uit nadat hij was ontdekt door Stacy Ferguson in 1996. De single, die nadat ook het album H20 was opgenomen, werd een grote hit in Japan, het kwam daar tot nummer 6. De single werd ook uitgebracht in Amerika maar flopte. Het album werd na de promodruk teruggetrokken en is nooit officieel uitgebracht. Daarna verdween hij voor een tijd uit schijnwerpers.
In 1998 keerde hij terug als radio-dj bij WBLS, als soort van sidekick van JC Jordan. Nadat dat stopte ging hij zich onder meer inzetten voor goede doelen en werkte hij als model in Europa in die periode is West een tijdlang semi-dakloos geweest. In 2002 verscheen plots weer single van hem, genaamd Can You Help Me?, deze single deed het goed latin-radiozenders en Zuid-Amerika. Zelfs zo goed dat er druk de geruchten dat er een album aan zat te komen. Daarnaast deed hij meer model werk en was een aantal maal te zien op televisie.
Zo komt hij in contact met de filmwereld en in 2004 verscheen hij in de film Lords of Dogtown, die in 2005 uitkwam en was in 2004 te zien in de televisieserie In My Lifetime. Onderwijl hij ook bezig was met een nieuw album. In 2006 verscheen de single I'm In Love. In de loop van 2006 is het de bedoeling dat zijn eerste album, Half Life, ook werkelijk wordt uitgebracht.

## Discografie
| Album met eventuele hitnotering(en) in de Nederlandse Album Top 100 | Datum van verschijnen | Datum van binnenkomst | Hoogste positie | Aantal weken | Opmerkingen |
| ------------------------------------------------------------------- | --------------------- | --------------------- | --------------- | ------------ | ----------- |
| Mr. Eric West                                                       | 2007                  |                       |                 |              |             |